# Imigração brasileira na Itália
Os brasileiros na Itália consiste em principalmente de imigrantes e expatriados do Brasil, bem como seus descendentes nascidos localmente. A imigração brasileira para a Itália é bastante recente, embora seja cada vez mais intensa. No ano de 2006, estimava-se que depois de Portugal, a Itália já era o país europeu com maior número de imigrantes brasileiros. Naquele ano o número de brasileiros residindo neste país era de 67 187.